# Ludwig Mies van der Rohe
Ludwig Mies van der Rohe, rođen je kao Maria Ludwig Michael Mies, 27. ožujak, 1886. – 17.kolovoz, 1969.) bio je njemački i američki arhitekt. Najčešće su ga zvali skraćeno, samo po prezimenu - Mies. Mies je uz Waltera Gropiusa i Le Corbusiera, najpoznatije ime u stvaranju moderne funkcionalne arhitekture. On je dao i veliki doprinos u stvaranju modernog dizajna, kao jedan od ravnatelja slavnog Bauhausa. Njegov pristup se odlikovao ekstremnom čistoćom i jednostavnošću oblika. Svoju metodu oblikovanja, zvao je „arhitektura kože i kosti”. Slavan je i po svojoj sjajnoj uzrečici „manje je više” (koja je postala krilatica minimalizma) i citiranju Gustava Flauberta: „Bog je u detaljima”, koje su mu bile misli vodilje pri rješavanju problema oblikovanja. 

## Životopis
Prva znanja o umjentosti i oblikovanju stekao je od svoga oca koji je držao klesarsku radionicu u Aachenu, tada Kraljevina Pruska. Od 1897. – 1900. god. pohađao je crkvenu školu, a u Berlin se preselio 1905. godine gdje se zaposlio u uredu arhitekta i dizajnera namještaja, Brune Paula. Prvu građevinu je projektirao kao 21-godišnji arhitekt 1907. godine; bila je to drvena zgrada u klasicističkom stilu na koju je utjecala engleska arhitektura i djela K. F. Schinkela. Od 1908. godine radio je u uredu Petera Behrensa, zajedno s Le Corbusierom i Gropiusom, koji će kasnije također biti povezani s Bauhausom.
Njegov talent je ubrzo prepoznat i Mies se probio u berlinsku kulturnu elitu dodavši svom imenu majčino prezime »Rohe« ispred kojega je stavio nizozemsko »van der«, jer je njemačko »von« zakonski bilo ograničeno na plemiće po krvi. Tako je od 1911. – 12. god. radio je na projektu njemačke ambasade u Sankt Peterburgu i projektirao je obiteljsku kuću supružnika Kronelovih u Haagu, a osobni studio je osnovao već 1912. godine. U svojim prvim radovima se trudio za radikalniji spoj arhitekture i tehnologije. God. 1913., Mies je oženio Adele Auguste (Ada) Bruhn (1885. – 1951.), kći bogatog industrijalca, s kojom je imao tri kćeri. U suradnji s Hansom Richterom, Wernerom Graffom i El Lissitzkyjem izdavao je časopis Gestaltung („oblikovanje“) u kojem se zalagao za industrijalizaciju svih oblasti arhitekture.
Tijekom Prvog svjetskog rata Mies je služeći u vojsci dobio izvanbračnog sina 1917. god. Rastao se od supruge 1918., a službeno su se razveli 1921. godine, no nastavio je održavati blizak odnos s kćerima, a njegov unuk Dirk Lohan (sin kći Marianne, r. 1938.) je kasnije čak studirao kod njega i radio s njim u SAD-u.
Odmah po završetku Prvog svjetskog rata uključio se u skupinu „November” u kojoj je bio ravnatelj arhitektonskih izložbi. Godine 1921., na natječaj za zgradu u berlinskoj ulici Friedrichstraße Mies je poslao projekt nebodera potpuno staklenog pročelja kojim je učinio dramatični preokret u čistu estetsku studiju. Zgrada se odlikovala jednostavnošću i svojom staklenom fasadom odredila je razvoj nebodera 40-ih i 50-ih godina 20. stoljeća. God. 1926., izabran je za predsjednika udruženja umjetnika i arhitekata njemačkog Werksbunda. Tijekom izložbe „Werkbund Expozition“ 1927. godine, kojom je on ravnao, 16 svjetskih arhitekata je predstavilo svojih 320 projekata modernih zgrada u kojima su upotrebljavali psihološka i sociološka znanja uz upotrebu suvremenih materijala, uglavnom betona i stakla. Bile su to prve zgrade s kockastim formama i ravnim krovovima. Godine 1928., kao ravnatelju njemačke selekcije izložbe u Barceloni, povjerena mu je uloga arhitekta njemačkog paviljona. Zgrada je služila kao informacijski centar i prenoćište. Iako je 1930. godine uništena, kao uzor suvremene arhitekture, od 1983. do 1989. godine je ponovno izgrađena. U njoj je Mies pažljivo koristio mnoge materijale, dok je otvorenošću ova prizemnica fantastično spajala interijer s eksterijerom kako je Mies usmjerio kretanje posetitelja na izložbi.
U isto vrijeme Mies je radio i projekt za supružnike Tugendhat u Brnu (Vila Tugendhat, 1930.), te kuću za Emila Noldea. Od 1930. – 33. god. bio je ravnatelj poznate škole dizajna, Bauhaus, za koju je napravio nekoliko projekata. No, nakon nacističkog pritiska, Mies je s kolegama odlučio zatvoriti školu. Nacisti su odbijali njegovu arhitekturu kao „protunjemačku” i Miesu je bilo otežano stvarati u tom ozračju. Zbog toga je 1937. god. emigrirao je u SAD, gdje je već sljedeće godine postao upravitelj odjela za arhitekturu na „Institutu tehnologije Armour”, kasniji Illinois Institute of Technology (IIT) u Chicagu za koji je izgradio nekoliko zgrada.
Glavni znak njegovih radova u SAD-u je čelični skelet s pravilnom osnovom koji je moduliran. U tom modulu izgradio je vikendicu Edite Farnswort (Kuća Farnsworth, 1946. – 51.), koju je shvatio kao otvoreni paviljon. Daljne građevine skeletnih konstrukcija bile su stambene zgrade 860-880 Lake Shore Drive u Chicagu (1949.), te zgrada instituta IIT, tzv. Crown Hall (1950. – 56.), za koju je iskoristio ideju velikog društvenog prostora ispod spuštenog stropa na okvirima. Njegovo posljednje djelo je Narodna galerija u Berlinu (Neue Nationalgalerie, 1968.), čije je otvorenje propustio zbog astme. Umro je 1969. godine u Chicagu i nakon kremacije njegov pepeo je sahranjen uz druge slavne arhitekte na groblju Graceland. Njegov grob je, u duhu njegove arhitekture, označen jednostavnim tamnim blokom granita i velikim drvetom.
U vrijeme kada se Milesovo zdravlje počelo pogoršavati, reakcija protiv Međunarodnog stila bila je u punom jeku. Temeljni napad Roberta Venturija na krutost Miesianovog dizajna, složenost i proturječnost u arhitekturi, pojavio se 1966., ne ostavljajući nikakvu sumnju u metu svoje kritike. Venturi je izjavio: "Volim elemente koji su hibridni, a ne 'čisti', kompromitirajući, a ne 'čisti'... Ja sam za neurednu vitalnost umjesto očitog jedinstva." I na kraju, okrenuo je Miesov najpoznatiji aforizam, sugerirajući da je "Manje dosadno". No, to nije bio prvi pogled na kanon modernističke arhitekture - Louis Kahn, Paul Rudolph, pa čak i Le Corbusier već su 1950-ih počeli preispitivati idiom čelika i stakla koji je Mies proslavio.
Oštrina s kojom su arhitekti i kritičari 1960-ih odgovarali na hegemoniju međunarodnog stila nad dizajnom govori, štoviše, o neusporedivoj zapovijedi koju su on - a posebice Mies - držali nad duhom modernizma u arhitekturi u poslijeratnom razdoblju. Napredak u komunikaciji i putovanjima učinio je međunarodni stil uistinu globalnim fenomenom, koji su na svakom naseljenom kontinentu usvojile tisuće arhitekata
Mies je odlikovan više puta, kako za života tako i posmrtno. Dobio je RIBA-inu kraljevsku zlatnu medalju za arhitekturu 1959., zlatnu medalju AIA 1960. i Predsjedničku medalju slobode 1963. Godine 1982. njegova krunska dvorana na IIT-u pojavila se na poštanskoj marki od 20 centi koju je izdala američka poštanska služba. , a na stotu obljetnicu njegova rođenja 1986., zapadnonjemačka vlada izdala je poštarinu s prikazom njegove Neuenationalgalerie u Zapadnom Berlinu. Društvo Mies van der Rohe, sa sjedištem u IIT-u, radi na očuvanju Miesovih zgrada u kampusu i promiče angažman u njegovom radu, prvenstveno u Chicagu.

## Djela
Mies je, kao i njegovi suvremenici, naročito nakon Drugog svjetskog rata, bio stvaratelj novog stila u arhitekturi, koji je predstavljao duh njegova vremena. Njegove građevine su sretna i dobro odvagnuta kombinacija minimalističkih oblika dobro uklopljenih u okolni veliki slobodni prostor. Među prvima je počeo primjenjivati moderne industrijske materijale poput stakla i čelika, koji su se u njegovim djelima potpuno osamostalili.
Bavio se i dizajnom i bio je posljednji ravnatelj Bauhausa. Njegove stolice, stolica Barcelona iz njemačkog paviljona, kao i ona iz Brna koju je predložio za obitelj Tugendhat, izrađuju se i dan danas.

### Kronološki popis važnijih djela
- 1907. - Kuća Riehl, Potsdam, Njemačka
- 1913. - Kuća Werner, Zehlendorf
- 1927. - Naselje Weissenhof, Stuttgart
- 1928. – 30. - Stambena kuća Haus Lange/Haus Esters, Krefeld
- 1929. - Njemački paviljon u Barceloni, Barcelona, Španjolska
- 1930. - Vila Tugendhat, Brno, Češka
- 1946. - Kuća Farnsworth, Plano, Illinois, SAD
- 1949. – 51. - Stambene zgrade 860–880 Lake Shore Drive, Chicago, Illinois
- 1950. – 56. - S. R. Crown Hall, fakultet arhitekture pri Illinoiškom tehnološkom institutu, Chicago
- 1956. – 60., Lafayette Park, Detroit, Michigan
- 1958. - Zgrada Seagram, New York
- 1960. – 74. - Federalni centar Chicaga
- 1967. - Trg Westmount, Quebec, Kanada
- 1964. - Highfield House Condominium, Baltimore, Maryland
- 1968. - Neue Nationalgalerie, Berlin
- Izgrađene postumno:
  - 1972. - Memorijalna knjižnica Martina Luthera Kinga, Washington D.C.
  - 1973. - IBM Plaza, Chicago

- S. R. Crown Hall, Chicago, Illinois
- 860–880 Lake Shore Drive, Chicago
- Trg Westmount, Quebec, Kanada
- Federalni centar Chicaga
- Neue Nationalgalerie, Berlin

## Vanjske poveznice
- Udruga Mies van der Rohe
- Zaklada Mies van der Rohe
- Ludwig Mies van der Rohe (Museum of Modern Art)